# Étienne Lazzarotto
Pour les articles homonymes, voir Lazzarotto.
Étienne Lazzarotto, né le 3 mai 1988 à Lyon, est un joueur de basket-ball français. Il mesure 1,98 m.

## Clubs
- 2003 - 2005 :  Centre fédéral (nationale 1)
- 2005 - 2007 :  Chalon-sur-Saône (pro A)
- 2007 - 2010 :  Charleville-Mézières (nationale 1)
- 2012 - 2015 :  Basket des Vallons de la Tour (Promotion excellence masculine)
- 2015 - 2017 :  Basket Club Faverges Dolomieu (Pré-Nationale)
- 2017 -  : BVT

## Palmarès
- Champion des Alpes promotion d'excellence 2013